# Semiothisa septemberata
Semiothisa septemberata là một loài bướm đêm trong họ Geometridae.